# Charles R. Jennison

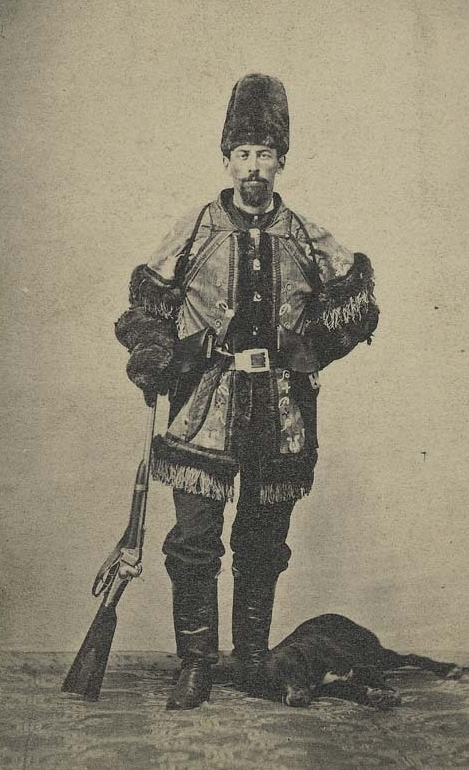
Charles Jennison (vor 1861)

Charles Rainsford Jennison, auch bekannt als „Doc“ Jennison (geboren am 6. Juni 1834 in Antwerp, Jefferson County, New York; gestorben am 21. Juni 1884 in Leavenworth, Kansas), war ein Jayhawker-Kommandeur während der „Bleeding-Kansas“-Auseinandersetzungen sowie im darauf folgenden Amerikanischen Bürgerkrieg. Im Rahmen des irregulären Kriegs gegen Konföderations-Sympathisanten und südstaatliche Guerillas, sogenannte Bushwhacker, zeichnete sich die Kriegsführung der unter seinem Kommando stehenden Einheiten durch ein überdurchschnittliches Ausmaß an Brutalität sowie Übergriffen auch gegen Zivilisten aus.

## Leben
Seine Kindheit verbrachte der spätere Jayhawker-Anführer im Jefferson County im Nordwesten des Bundesstaats New York. 1844 zog seine Familie mit ihm in eine kleine Stadt in der Nähe von Madison, Wisconsin. Jennison studierte Medizin und praktizierte danach eine Zeitlang als Arzt. 1857 zog er nach Osawatomie, Kansas um; ein Jahr später erfolgte ein weiterer Umzug nach Mound City im in der Südostecke von Kansas gelegenen Linn County.
Im Rahmen der dort tobenden „Bleeding-Kansas“-Auseinandersetzungen avancierte er schnell zu einem der maßgeblichen Free-State-Milizbefehlshaber. Zusammen mit James Montgomery, einem weiteren radikalen Abolitionisten, führte er einen auch mit schmutzigen Methoden vollführten Vergeltungskrieg gegen sklavereifreundliche Banden aus Missouri, aber auch gegen einfache mit dem Süden sympathisierende Einwohner in Kansas und Missouri. Im Zug dieser Operationen kam es sowohl zu Plünderungen und Brandschatzungen als auch zu willkürlich angeordneten Exekutionen. Eine Verhaftung von Jennison wegen seiner eigenwilligen Aktionsformen wurde seitens der Staatsverwaltung – beziehungsweise der noch bestehenden Territorialverwaltung – angeordnet, allerdings nicht erfolgreich durchgeführt.
Vor dem Ausbruch des Amerikanischen Bürgerkriegs wurde Jennison am 19. Februar 1861 Hauptmann der Mound City Guards, einer in Südostkansas agierenden Einwohnerwehr. Im Sommer 1861 gründete er eine Kompanie der Kansas State Miliz mit dem Namen Mound City Sharp's Rifle Guards. Möglicherweise mit dem Hintergedanken, Jennison als einen Parteigänger des umstrittenen, gleichfalls als Freischar-Führer tätigen Senators James Henry Lane politisch zu neutralisieren, bat Gouverneur Charles Robinson Generalmajor John Charles Frémont, Jennison mit der Aufstellung eines Freiwilligen-Kavallerieregiments zu beauftragen. Das auch unter der Bezeichnung Jennison’s Jayhawkers bekannte Seventh Kansas Volunteer Cavalry Regiment beteiligte sich 1861/62 an den Anti-Guerilla-Feldzügen in West-Missouri und war, zusammen mit der Brigade von James Henry Lane, auch an der Plünderung und Brandschatzung der Stadt Osceola beteiligt.
Aus den – ursprünglich als Kompanie H in das 7. Regiment integrierten – Mound City Sharp's Rifle Guards entwickelte sich Zug um Zug eine Aufklärungs-Spezialeinheit unter der inoffiziellen Bezeichnung Red Legs. Da Jennisons Feldzüge in Missouri durchgehend von Plünderungen und Gewaltakten gekennzeichnet waren, wurde sein Regiment auf den Kriegsschauplatz in Mississippi versetzt; Jennison selbst zog sich zeitweilig ins Zivilleben zurück. Nach dem von südstaatlichen Bushwhackern unter William Quantrill und „Bloody Bill“ Anderson begangenen Massaker von Lawrence wurde er wieder aktiviert. Im Zug der fortgesetzten Kampagne gegen Bushwhacker und andere konföderierte Kräfte stellte er ein neues Regiment auf, das 15th Kansas Cavalry und nahm mit diesem 1863 bis Ende 1864 an den Kämpfen in Missouri und Kansas teil – darunter auch der Schlacht von Westport im Oktober 1864. Nach der Untersuchung weiterer Plünderungs-Vorkommnisse – speziell in der Stadt Newtonia – wurde Jennison am 23. Juni 1865 unehrenhaft aus der Armee entlassen.
In der Nachkriegszeit ließ sich Jennison in Leavenworth nieder und hatte dort unterschiedliche Ämter in der lokalen Politik – sowohl als Mitglied des Stadtrats von Leavenworth als auch als republikanischer Abgeordneter des Repräsentantenhauses sowie Mitglied des Senats von Kansas. Am 21. Juni 1884 starb er an einer chronischen Atemwegserkrankung. Charles R. Jennison wurde auf dem Greenwood-Friedhof in Leavenworth begraben.